# اینا شوچنکو
اینا شوچنکو (اوکراینی: Інна Шевченко) فعال حقوق بشر و رهبر خیزش جهانی زنان (فمن) است. وی و گروهش به صورت بی‌بالاپوشی به سیاست‌هایی نظیر پدرسالاری، به‌ویژه دیکتاتوری، دین و صنعت سکس دست به اعتراض می‌زنند.